# Баренцово море
Вижте пояснителната страница за други значения на Баренц.
Баренцово море (на норвежки: Barentshavet; на руски: Баренцево море, до 1853 година – Мурманско море), е периферно море на Северния ледовит океан. Разположено е между северния бряг на Европа и островите Мечи, Шпицберген, Земя на Франц Йосиф, Нова Земя и Вайгач. На запад граничи с Норвежко море, на юг – с Бяло море, на изток – с Карско море, на север – със Северния Ледовит океан. Районът от морето, разположен източно от остров Колгуев, носи неофициално името Печорско море. Площ 1 405 000 km2, среден обем 282 хил. km3, средна дълбочина 200 m, максималната – 600 m в най-западната част.
Излаз на Баренцово море имат Русия и Норвегия. Баренцово море има голямо значение за транспорта и за риболовната индустрия, тук са разположени големи пристанища – Мурманск и Вадьо (Норвегия). До Втората световна война излаз на Баренцово море е имала и Финландия.

## История
Баренцово море е наименувано в чест на холандския мореплавател Вилем Баренц, който в края на ХVІ век извършва три плавания в Арктика. По време на последната си експедиция (1597 – 98 г.) морето е сковано от ледове и корабът му остава прикован сред тях. Голяма част от екипажа, както и Баренц, се разболяват от скорбут, и след смъртта на известния мореплавател тялото му е погребано в Баренцово море. Идеята морето да бъде кръстено така е по предложение на немския географ Август Петерман. Научното му изследване започва с експедициите на Фьодор Литке през 1821 – 24 г., а първата му пълна и достоверна хидроложка характеристика е съставена от руския хидролог Николай Книпович в началото на ХХ в.
През Втората световна война морето е бойното поле в битката за Баренцово море, в която немски кораби и подводници нападат британски военни конвои. Немците потапят миноносеца HMS Bramble и разрушителя HMS Achates, но губят кораба Z16 Friedrich Eckoldt. До Втората световна война излаз до бреговете му имат Русия, Норвегия и Финландия, но след приключването на войната и определянето на държавните граници на Финландия, тя губи правото на излаз към него.
През Студената война Северният флот на Русия използва южните брегове на морето като база за ядрени подводници – стратегия, която Русия продължава.
В последно време морският шелф на Баренцово море по направление към Шпицберген става обект на териториални спорове между Руската Федерация и Норвегия. През 2011 г. териториалният спор между страните е уреден с договор.

## Брегова линия, острови, релеф на дъното
Бреговете на морето са предимно фиордови, скалисти, силно разчленени. Най-големите заливи са: Порсангер фиорд, Варангер фиорд, Мотовски залив, Колски залив и др. Източно от полуостров Канин бреговете са предимно ниски и слабо разчленени. Тук има три големи плитки залива: Чаунска губа, Печорски залив (Печорска губа) и Хайпударска губа и няколко малки бухти.
В пределите на Баренцово море островите са малко, като най-голям е остров Колгуев. Вливат се множество реки, по-големите от които са: Патсьоки, Кола, Вороня, Пьоша, Индига, Печора, Коротаиха и др.
Баренцево море е разположено в зоната на континенталния шелф, но за разлика от други подобни морета, голяма част от него има дълбочина 300 – 400 m, средна дълбочина 229 m и максимална 600 m, разположена в крайната му западна част. По дъното на морето ясно се открояват подводните равнини (Централно плато), подводните възвишения (Централно, Персей с минимална дълбочина 63 m), подводните падини (Централна, максимална дълбочина 386 m) и подводните депресии (Западна, максимална дълбочина 600 m, Франц-Виктория – 430 m и др.). Дъното в южната част на морето е плитко с дълбочина под 200 m и се отличава с равнинен релеф.

## Геоложки строеж
Дъното на Баренцово море е заето от т.нар. Баренцова плоча с протерозойска и раннокамбрийска възраст. Възвишенията по му дъното представляват антеклизи, а депресиите – синеклизи. По-малките форми на релефа са остатъци от древни брегови линии на дълбочина около 200 и 70 m и представляват ледниково-денудационни и ледниково-акумулативни форми и пясъчни възвишения, формирани от силните приливни течения.
В състава на дънните наслаги в южните равнинни части на морето преобладава пясъкът, на места камъни и чакъл. По възвишенията в централните и северни части – глинест пясък, тинест пясък, а в депресиите – тиня. Навсякъде се забелязва примес от грубо оформен скален материал, което е свързано с движението на ледника през кватернера и широкото разпространение на реликтови ледникови наслаги. Мощността на отложения в северните и средните части е под 0,5 m, вследствие на което на отделни възвишения по дъното древните ледникови наслаги практически се намират най-отгоре. Бавният темп на наслояването на наслагите (под 30 mm за 1000 години) се обяснява с незначителното постъпване на теригенен материал – в Баренцово море не се влива нито една голяма река (освен Печора, оставяща почти целия свой алувий в пределите на Печорския лиман), и с това, че брегове на морето са изградени основно от здрави кристалинни скали.

## Климат
Климатът на Баренцово море се намира под влиянията на топлия Атлантически океан и студения Северен ледовит океан. Честите нахлувания на топли атлантически циклони и студен арктичен въздух определят голямата изменчивост на климатичните му условия. През зимата над морето преобладават югозападните, а пролетта и лятото – североизточните ветрове. Често явление са щормовете. Средната февруарска температура се изменя от -25 °C на север до -4 °C на югозапад, а средната августовска температура от 0 – 1 °C на север до 10 °C на югозапад. Почти целогодишно над морето преобладава облачно време. Годишното количество на валежите варира от 250 mm на север до 500 mm на югозапад.

## Хидроложки показатели

### Морски течения, приливи и отливи
Повърхностните течения в Баренцово море образуват кръговрат, обратен на часовниковата стрелка. По източната и южната му периферия на изток и север се движат атлантическите води на топлото Нордкапско течение (клон от системата на Гълфстрийм), влиянието на което се проследява до северните брегове на Нова Земя. Северните и западните части на кръговрата се образуват от местни и арктически води, постъпващи от Карско море и Северния ледовит океан. В централните части на морето съществува система от вътрешни кръгови течения. Циркулацията на водите се изменя под влияние на променящите се ветрове и водообмена със съседните морета. Голямо значение, особено край бреговете, имат приливно-отливните течения.
Приливите са полуденонощни, като най-високи са край бреговете на Колския полуостров – до 6,1 m, а в останалите места варират от 0,6 m до 4,7 m.

### Воден баланс
Водообменът със съседните морета има голямо значение за водния баланс на Баренцово море. През цялата година в него през протоците постъпват (толкова се и оттичат) около 76 хил. km3 вода, което съставлява около 1/4 от общия му обем. Най-голямо количество вода (59 хил. km3 годишно) внася топлото Нордкапско течение, оказващо изключително голямо влияние на хидроложкия му режим. Общото количество речна вода, постъпваща годишно в него, съставлява средно около 200 km3.

### Температура на водата, соленост
Постъплението на топли атлантически води определят относително високата температура и соленост в югозападните му части. Тук през февруари и март температурата на водата на повърхността е 3 – 5 °C, а през август 7 – 9 °C. На север от 74° с.ш. в югоизточните части на морето температура на водата на повърхността през зимата е под -1 °C, а през лятото – от 0° до 4 °C на север и от 4° до 7 °C на югоизток.
Солеността в повърхностния слой на водата в открито море през годината варира от 34,7 до 35‰ на югозапад, от 33 до 34‰ на изток и от 32 до 33‰ на север. В крайбрежните райони през пролетта и лятото солеността се понижава до 30 – 32‰, а към края на зимата нараства до 34 – 34,5‰.

### Ледови явления
Суровите климатични условия на север и на изток в Беренцово море определят неговата голяма ледовитост. Целогодишно свободни от ледове остават само югозападните му части. Най-голямо разпространение ледената покривка достига през април, когато около 75% от повърхността му е заета от плаващи ледове. През изключително неблагоприятни години в края на зимата плаващите ледове достигат непосредствено до бреговете на Колския полуостров. Най-малко е количеството на ледовете в края август, като през това време границата им се отдръпва северно от 78° с.ш. На северозапад и североизток ледовете се задържат целогодишно, но в отделни, благоприятни години морето напълно се очиства от тях.

## Флора и фауна
Баренцово море е богато на различни видове риба, растителен и животински планктон и бентос. По южния бряг са разпространени морски водорасли. От 114-те вида риба, обитаващи Баренцово море, най-важни в промишлено отношение са: треска, пикша, Sebastes, Anarhichadidae, Pleuronectiformes, Clupea и други. От бозайниците могат да се срещнат: бяла мечка, пръстенчат тюлен, гренландски тюлен, белуга и други. По бреговете изобилстват чистика и трипръстата чайка. През 20 век е внесен камчатски рак, който успява да се адаптира към новите условия и започва да се размножава интензивно. В последните години се наблюдава изобилие на краба Chionoecetes opilio. По дъното на цялата акватория се срещат различни видове морски звезди.

## Стопанство
Баренцово море е известно с богатия улов на риба, което го прави важен източник на националния улов на Русия и Норвегия. Рибарите ловят риба в индустриални количества, както отчитат годишните статистики. То играе важна роля и за морския транспорт между държавите, тъй като на бреговете му са разположени няколко големи пристанища – Мурманск, Териберка, Индига и Нарян Мар в Русия и Вадьо в Норвегия.

## Екологични проблеми
Сериозен проблем представлява замърсяването на морето от дейността на съветския/руския ядрен флот и норвежките заводи за преработване на радиоактивни отпадъци. Морето има лошата слава на „масов гроб“ за радиоактивни отпадъци. Разположената в град Мурманск основна част от руския Северен флот от атомни подводници годишно произвежда и отлага на дъното на морето 5000 тона радиоактивни отпадъци. Предполага се, че във водите на водния басейн се изхвърлят и отпадъци от ядрения реактор в град Полярни, както и отпадъци от ядрени ракети, останали от времето на Студената война.  Въпреки високата степен на замърсяване, в Баренцово море рибарите ловят риба в индустриални количества, преработвани от заводите на хранително-вкусовата промишленост. Норвежките заводи за преработка на радиоактивни отпадъци вероятно също допринасят за радиоактивното замърсяване на Баренцово море.